# Stanko Lorger
Stanko Lorger (né le 14 février 1931 à Buče - mort le 25 avril 2014 à Ljubljana) est un athlète yougoslave puis slovène, spécialiste du 110 mètres haies.

## Biographie

### Palmarès
| Date | Compétition           | Lieu      | Résultat | Performance |
| ---- | --------------------- | --------- | -------- | ----------- |
| 1954 | Championnats d'Europe | Berne     | 4e       | 14 s 7      |
| 1956 | Jeux olympiques d'été | Melbourne | 5e       | 14 s 68     |
| 1958 | Championnats d'Europe | Stockholm | 2e       | 14 s 1      |
| 1959 | Universiade d'été     | Turin     | 1er      | 14 s 2      |

### Records
| Épreuve     | Performance | Lieu | Date |
| ----------- | ----------- | ---- | ---- |
| 110 m haies | 13 s 8      |      | 1958 |